# Абдельмаджид Теббун
Абдельмаджид Теббун (араб. عبد المجيد تبون, трансліт. ʿAbd al-Majīd Tabuʾn; нар. 17 листопада 1945) — державний і політичний діяч, президент Алжирської Народної Демократичної Республіки (з 19 грудня 2019 року). Раніше двічі обіймав посаду міністра з житлового будівництва, а в 2017 році був призначений на посаду прем'єр-міністра країни.

## Біографія

### Ранні роки
Народився 17 листопада 1945 року в алжирському місті Мешер. В 1965 році закінчив Національну школу адміністрування. З 1991 по 1992 рік був міністром-делегатом муніципального уряду міста Алжир. З 1999 по 2000 рік працював в уряді Алжиру міністром комунікацій і культури, а з 2000 по 2001 рік обіймав посаду міністра-делегата муніципального уряду.

### Робота в уряді
З 2001 по 2002 рік Абдельмаджід Теббун обіймав посаду міністра житлового будівництва і міського планування. З 2012 по 2017 рік повторно працював на цій посаді. 25 травня 2017 року був призначений на посаду прем'єр-міністра країни, змінивши на цій посаді Абдельмалек Селлаль. Проте незабаром, 16 серпня цього ж року, був відправлений у відставку. Причиною стали його спроби перевірити розподіл держконтрактів.

### Президент Алжиру
На початку березня 2019-го попередній президент 82-річний Абдельазіз Бутефліка в п'ятий раз подав заявку на участь у виборах. Це викликало масові протести в країні, після чого він відмовився від намірів та вирішив піти у відставку. Після його відставки тимчасовим президентом республіки став керівник Ради націй Абделькадер Бенсалех (вважався близьким соратником Бутефліки). Його повноваження як лідера країни відповідно до Конституції повинні були закінчитися через 90 днів після призначення. Основним завданням Бенсалеха була організація в країні нових виборів.
У ніч на 26 травня того ж року минули передбачені законом терміни реєстрації кандидатів на вибори президента країни. Однак ніхто з політиків так і не спробував подати документи для участі в президентських перегонах. У зв'язку з цим вибори глави держави, які були призначені на 4 липня, не змогли бути проведені за графіком. Конституційна рада країни скасувала проведення президентських виборів і перенесла їх на пізніший строк. У підсумку президентом країни в грудні 2019-го був обраний Абдельмаджид Теббун, який здобув перемогу вже в першому турі виборів. Хоча Теббун і намагався позиціонувати себе як потерпілого від режиму Бутефліки, багато алжирців вважали його чиновником з оточення колишнього глави держави.
19 грудня 2019 Абдельмаджид Теббун офіційно обійняв посаду президента держави.